# Кунавичюс, Эдуардас
Эдуардас Кунавичюс (лит. Eduardas Kunavičius; 2 декабря 1926, дер. Пажелвяй Желвоского прихода (ныне Укмергский район, Вильнюсский уезд, Литва) — 5 февраля 2006, Вильнюс) — литовский и советский актёр театра и кино, режиссёр.

## Биография
Старший брат — литовский советский артист балета, Народный артист Литовской ССР Генрикас Кунавичюс.
В 1947—1949 годах обучался в ГИТИСе в Москве. В 1949—1954 годах выступал на сцене Каунасского драматического театра. В 1954—1957 годах — актёр Литовского национального драматического театра. В 1960—1962 годах — актёр Капсукского драматического театра (сейчас в Мариямполе). В 1963—1976 годах играл в театре и был помощником режиссёра Литовского телевидения (1976—1986).
Снимался в кино- и телефильмах с 1970 года. Участвовал в радиоспектаклях.

## Избранные театральные роли
- Павел — «Как закалялась сталь» (1947) по Н. Островскому
- Альдемар — «Учитель танцев», 1951, Лопе де Вега
- Пауга — Рассветный участок, 1956, Б. Сруога
- Галилей — «И всё же она вертится» ,1957 по Б. Брехту
- Стразделис — «Гимн дрозду», 1963, П. Чеснулевичюте
- Джордано Бруно — «Процесс Джордано Бруно», 1974, Моретис

## Избранная фильмография
- 1998 — Старый дом / Senas namas (короткометражный)
- 1997 — Ожерелье из волчьих зубов / Vilko dantų karoliai — Давид Розенберг, старый еврей-старьёвщик, сборщик костей
- 1997 — Есть ли Венеция? / Ar yra Venecija? — могильщик
- 1995 — Освещенные молнией / Žaibo nušviesti — граф Коссаковский
- 1994 — Процесс / Procesas — эпизод
- 1993 — Просьба ангелов / Angelų prašymas — архангел
- 1992 — Юдита / Judita (фильм-спектакль) — отец
- 1992 — Джаз / Džiazas — отец Юлюса
- 1991 — Расстанемся, пока хорошие — Тачкун
- 1991 — Пляжи бывают и песчаными / Ir ten krantai smėlėti —Иеронимас
- 1990-1992 — Марюс / Marius — Норейка
- 1987 — Владыка / Valdovas — жрец
- 1986—1988 — Жизнь Клима Самгина (телесериал) — Егор Васильевич
- 1986 — Шестнадцатилетние / Šešiolikmečiai — знакомый отца Лауринаса
- 1986 — Соучастие в убийстве — Эстол Биби, свидетель
- 1986 — Поехал поезд в Бульзибар / Traukinys į Bulzibarą — сторож школы
- 1986 — Мой нежно любимый детектив — игрок в биллиард (нет в титрах)
- 1984 — Блудный сын / Sūnus palaidūnas — отец
- 1983 — Уроки ненависти / Neapykantos pamokos — эпизод
- 1983 — Женщина и четверо её мужчин / Moteris ir keturi jos vyrai — Хундер, хозяин корчмы
- 1982 — Барбора Радвилайте /Barbora Radvilaitė — эпизод
- 1981 — Игра без козырей / Lošimas be kozirių — дядя Миколас, сторож
- 1980 — Жизнь прекрасна — Кордозо
- 1980 — Каждый третий — немецкий офицер (нет в титрах)
- 1980 — Банк Немо / Nemo bankas (фильм-спектакль) — Воклен
- 1979 — Чёртово семя / Velnio sėkla — отчим Йониса
- 1979 — Блуждающие огоньки / Žaltvykslės — хозяин гостиницы
- 1979 — Новое платье короля (4-я серия)
- 1978 — Не буду гангстером, дорогая / Nebūsiu gangsteris, brangioji — посетитель в салуне (нет в титрах)
- 1977 — Парень с Рабочей улицы / Vaikinas iš Darbo gatvės — Галишюс
- 1977 — Осень моего детства / Mano vaikystės ruduo — лесник
- 1977 — Обмен / Mainai — эпизод
- 1977 — Земля-кормилица / Žemė maitintoja — житель деревни
- 1976 — Приключения Калле-сыщика — продавец скобяной лавки
- 1976 — Потерянный кров / Sodybų tuštėjimo metas — провокатор гестапо
- 1975 — День возмездия / Atpildo diena — разбойник из шайки Миколаса
- 1973 — Тартак — немецкий офицер
- 1973 — Совсем пропащий — эпизод (нет в титрах)
- 1973 — Куда уходят сказки / Kur iškeliauja pasakos — эпизод
- 1972 — Геркус Мантас — монах Тевтонского ордена
- 1970 — Мужское лето / Vyrų vasara — майор органов госбезопасности
- 1970 — Эта проклятая покорность / Tas prakeiktas nuolankumas — эпизод (нет в титрах)

Жена — литовская советская актриса театра и кино Гражина Урбонайте.